# Nématozoaires
Nematoidea
Clade
Embranchements de rang inférieur
- Nematomorpha Vejdovský, 1886
- Nematoda Diesing, 1861

Synonymes
- Nematoida Schmidt-Rhaesa, 1996
- Nematozoa Zrzavý et al., 1998

Classification phylogénétique
- Protostomia
  - Chétognathes
  - Lophotrochozoaires
  - Ecdysozoaires
    - Scalidophores
    - Nématozoaires
      - Nématomorphes
      - Nématodes

    - Panarthropodes

Les Nématoïdes (Nematoidea) ou Nématozoaires (Nematozoa) constituent un clade de métazoaires ecdysozoaires regroupant les embranchements des Nématodes et les Nématomorphes.

## Systématique
Le taxon, créé par Karl Rudolphi en 1808, a été promu au rang de phylum par E. Ray Lankester en 1877. Mais depuis František Vejdovský (1886) et Nathan Cobb (1919), ce sont les nématodes et nématomorphes qui sont classés comme phyla.
L'usage actuel fait donc des Nematoidea un super-embranchement (Ehlers et al., 1996).
- super-embranchement Nematoidea
  - embranchement Nemates, Nemata ou Nematoda
  - embranchement Nematomorpha